# Астахов, Виктор Васильевич
Виктор Васильевич Астахов (род. 5 сентября 1956) — советский самбист, чемпион и призёр чемпионатов СССР, Европы и мира, обладатель Кубка мира, Заслуженный мастер спорта СССР, тренер.

## Биография
Начал заниматься самбо в 1971 году в клубе «Самбо-70» под руководством Давида Рудмана. Окончил ГЦОЛИФК в 1981 году. Тренеры: А. Г. Филатов, Д. Л. Рудман, Н. М. Козицкий.
Заслуженный мастер спорта СССР (1982). Обладатель Кубка СССР 1980, 1981, 1985 годов. Чемпион СССР 1981, 1982, 1985 годов. Призёр чемпионатов СССР 1977, 1979, 1984 годов и Спартакиады народов СССР 1979 года.
Победитель Игр Доброй Воли 1986 года. Победитель международного турнира «Дружба-84» и многих других международных турниров, чемпионатов Москвы, первенств Вооружённых Сил, ЦС «Динамо», «Буревестник». Чемпион Европы по самбо 1982 года. Обладатель Кубка мира по самбо 1980 и 1981 годов, суперкубка 1982 года.
Чемпион мира по самбо 1981, 1982, 1984 годов.

## Судимость
В 1985 году в составе группы из 12 членов сборной страны был приговорён к пяти годам лишения свободы за занятия контрабандой и спекуляцией. Освободился досрочно. Вернулся в клуб «Самбо-70», где продолжил тренерскую работу.